# Gary Gordon (militaire)
Pour les articles homonymes, voir Gary Gordon et Gordon.
Gary Gordon (Lincoln, 30 août 1960 - Mogadiscio, 3 octobre 1993) est un militaire américain. Membre de la Delta Force lors de la bataille de Mogadiscio, il est décoré de la Medal of Honor pour avoir été tué en protégeant le pilote d'un hélicoptère écrasé.

## Biographie

### Jeunesse et engagement
Gary Gordon naît à Lincoln dans le Maine le 30 août 1960. Il effectue ses études secondaires à la Mattanawcook Academy et sort diplômé en 1978. À la fin de la même année, il décide de s'engager dans une carrière militaire. Après sa formation de base et sa spécialisation en tant que pionnier, il est affecté comme Special Forces Engineer au 2e bataillon du 10th Special Forces Group. En 1986, il est sélectionné pour intégrer le 1st Special Forces Operational Detachment-Delta connu sous le nom de « Delta Force ». De décembre 1989 à janvier 1990, il participe à l'invasion du Panama par les États-Unis.

### Guerre de Somalie

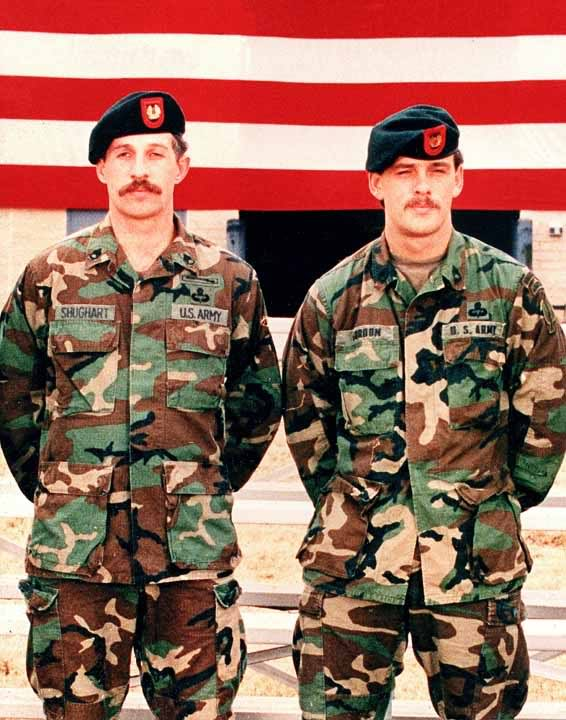
Randall Shughart et Gary Gordon (à droite).

En 1993, Gary Gordon est envoyé en Somalie où, dans le contexte de la guerre civile somalienne, une guérilla est menée contre les Américains par la milice de Mohamed Farrah Aidid. Afin d'agir plus librement contre ce dernier, les États-Unis séparent leurs troupes de celles de l'ONU. Le 3 octobre est lancée une opération baptisée opération Gothic Serpent et ayant pour but d'arrêter de proches conseillers d'Aidid réunis dans un hôtel du centre de Mogadiscio,. Les abords du bâtiment sont sécurisés par des soldats du 3e bataillon du 75e régiment de rangers déposés par des UH-60 Black Hawk pendant qu'une partie des hommes de la Delta Force sont déposés sur l'hôtel par des MH-6 Little Bird. Plusieurs autres Delta, dont Gary Gordon et son coéquipier Randall Shughart, restent dans les airs pour couvrir le dispositif en tant que tireurs d'élite. Un convoi de Humvees est chargé d'acheminer vers la base américaine les hommes fait prisonniers dans l'hôtel. Mais pendant l'opération, deux hélicoptères Blackhawk portant les indicatifs Super 6.1 et Super 6.4 sont successivement touchés par des tirs de lance-roquettes et se crashent dans les rues de Mogadiscio,.
Du fait de l'omniprésence de la milice somalienne dans les rues de la ville, les secours ne parviennent pas à se rendre sur les lieux des crashes. Gordon et Shughart demandent à se poser près de Super 6.4 pour protéger les pilotes mais se voient refuser deux fois leur demande. La troisième fois, le commandement les autorise à poser pied à terre. Parvenus jusqu'à l'épave où seul le pilote, Michael Durant, est encore en vie, ils extraient celui-ci et le mettent à l'abri puis s'efforcent de sécuriser la zone, qui se retrouve assaillie par une centaine de Somaliens. Gary Gordon est tué et Shughart récupère son arme pour la donner à Michael Durant avant d'être abattu à son tour. Le pilote est fait prisonnier. Après le rapatriement des corps des deux deltas, Gary Gordon est inhumé dans le cimetière de sa ville natale de Lincoln. Le 23 mai 1994, Randall Shughart et Gary Gordon sont décorés à titre posthume de la Medal of Honor par le président des États-Unis Bill Clinton. Ils sont les premiers à recevoir cette distinction depuis la guerre du Viêtnam.

## Décorations
|                         |                         |  |  |  |  |
|                         |                         |  |  |  |  |
|                         |                         |  |  |  |  |
| Bronze oak leaf cluster | Bronze oak leaf cluster |  |  |  |  |
|                         |                         |  |  |  |  |
|                         |                         |  |  |  |  |
|                         |                         |  |  |  |  |
|                         |                         |  |  |  |  |
|                         |                         |  |  |  |  |
|                         |                         |  |  |  |  |

| Combat Infantryman Badge                                  |                                                           |                                                  |                                                  |                                                |                                                |
| Medal of Honor                                            |                                                           |                                                  |                                                  |                                                |                                                |
| Purple Heart                                              | Purple Heart                                              | Meritorious Service Medal                        | Meritorious Service Medal                        | Commendation Medal                             | Commendation Medal                             |
| Joint Service Achievement Medal Avec une feuille de chêne | Joint Service Achievement Medal Avec une feuille de chêne | Army Achievement Medal Avec une feuille de chêne | Army Achievement Medal Avec une feuille de chêne | Good Conduct Medal Avec quatre nœuds de bronze | Good Conduct Medal Avec quatre nœuds de bronze |
| National Defense Service Medal                            | National Defense Service Medal                            | Armed Forces Expeditionary Medal                 | Armed Forces Expeditionary Medal                 | Humanitarian Service Medal                     | Humanitarian Service Medal                     |
| NCO Professional Development Ribbon                       | NCO Professional Development Ribbon                       | NCO Professional Development Ribbon              | Army Service Ribbon                              | Army Service Ribbon                            | Army Service Ribbon                            |
| Master Parachutist Badge                                  | Master Parachutist Badge                                  | Military Freefall Parachutist Badge              | Military Freefall Parachutist Badge              | Expert Marksmanship Badge Avec agrafes "Fusil" | Expert Marksmanship Badge Avec agrafes "Fusil" |
| Ranger Tab                                                | Ranger Tab                                                | Ranger Tab                                       | Special Forces Tab                               | Special Forces Tab                             | Special Forces Tab                             |
| Brevet de Qualification des Troupes de Montagne (France)  |                                                           |                                                  |                                                  |                                                |                                                |
| Joint Meritorious Unit Award                              | Joint Meritorious Unit Award                              | Joint Meritorious Unit Award                     | Army Valorous Unit Award                         | Army Valorous Unit Award                       | Army Valorous Unit Award                       |

## Hommages

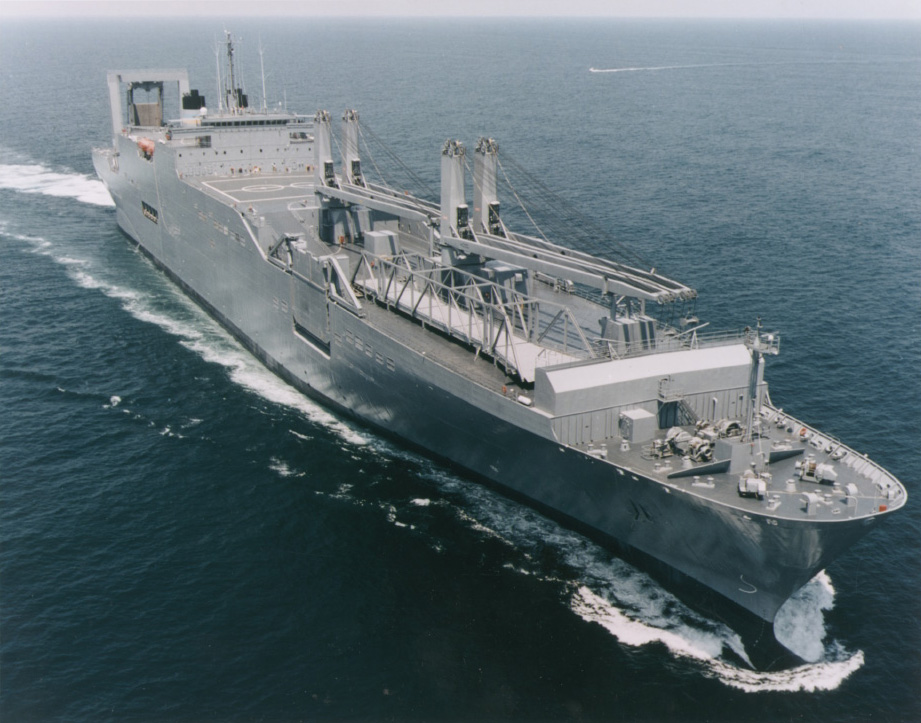
L'USNS Gordon.

- Un navire de l'US Navy, le USNS Gordon (en), a été baptisé en son honneur[8].
- La Gordon Elementary School est une école baptisée en son honneur à Spout Springs en Caroline du Nord[2], à proximité de Fort Bragg où il était basé avant son départ en Somalie.
- Le film La Chute du faucon noir, de Ridley Scott, met en scène le sacrifice de Gary Gordon qui est incarné par l'acteur Nikolaj Coster-Waldau.
- Le jeu vidéo Delta Force: Black Hawk Down représente l'opération Restore Hope et la bataille de Mogadiscio. L'une des missions consiste à se rendre sur l'épave d'un hélicoptère Blackhawk avec des membres de la Delta Force, en référence à Shughart et Gordon.